# Live選挙サンデー
『Live選挙サンデー』は、フジテレビの制作で2019年7月21日の第25回参議院議員通常選挙から放送されているFNN開票特別番組である。

## 概要
平日夕方の報道番組『Live News イット!』、日曜夜の情報番組『Mr.サンデー』をベースに構成。『Live News イット!』メインキャスターの加藤綾子（フリーアナウンサー）と『Mr.サンデー』メインキャスターの宮根誠司（同上）がMCを務める。
なお、複数回同じタイトルを使用するのは2003年・2004年と2010年の『FNN踊る大選挙戦』以来となる。
フジテレビの放送対象地域である関東地区での視聴率では、2019年は、第1部（午後7時56分～9時）で6.2%を、第2部（午後9時～10時半）で5.9%を各々マーク（いずれもビデオリサーチ調べの速報値）。2021年は午後9時からの第2部で、世帯平均は7.6％、個人平均は4.6％をマーク（いずれもビデオリサーチ調べの速報値）した。

2021年の放送では、フジテレビが投票日当日に行った出口調査をもとに投票締め切りの午後8時に発表した各党の議席予想が実際の各党の獲得議席とは大きく外れるというハプニングも後に起きてしまった。

## 出演者
※特記のない者は出演時点ではフジテレビアナウンサー

### 2019年

#### 19:56 - 23:30頃
メインキャスター
- 宮根誠司（フリーアナウンサー）
- 加藤綾子（同上・『Live News it!』メインキャスター）

コメンテーター
- 足立梨花（女優）
- 石原良純（タレント）
- 木村太郎（ジャーナリスト）
- 古市憲寿（作家・社会学者）
- 反町理（フジテレビニュース総局報道局解説委員長・『プライムニュース』編集長）

開票キャスター
- 伊藤利尋
- 三田友梨佳（『FNN Live News α』・『Mr.サンデー』メインキャスター）

中継キャスター
- 榎並大二郎

#### 翌0:00頃 - 1:25
メインキャスター
- 松山俊行（フジテレビニュース総局報道局解説委員・『日曜報道 THE PRIME』メインキャスター）
- 梅津弥英子（『日曜報道 THE PRIME』メインキャスター）

開票キャスター
- 佐々木恭子（『Live News it!』情報キャスター）
- 木村拓也（『Live News it』メインキャスター）

コメンテーター
- 三浦瑠麗（政治学者）
- 与野党の論客たち

### 2021年

#### 19:58 - 23:50頃
メインキャスター
- 宮根誠司（フリーアナウンサー）
- 加藤綾子（同上・『Live News イット!』メインキャスター）

開票速報キャスター
- 榎並大二郎（『Live News イット!』メインキャスター）
- 三田友梨佳（『FNN Live News α』・『Mr.サンデー』メインキャスター）

フィールドキャスター
- 木村拓也（『Live News イット!』アクティブキャスター）
- 小澤陽子（『Live News イット!』フィールドキャスター）

報道センター
- 奥寺健
- 大川立樹

コメンテーター
- 橋下徹（弁護士・『日曜報道 THE PRIME』レギュラーコメンテーター）
- 古市憲寿（作家・社会学者）
- 井上咲楽（タレント）
- 反町理（フジテレビニュース総局報道局解説委員長・『BSフジLIVE プライムニュース』編集長）

#### 翌0:10頃 - 1:55
メインキャスター
- 橋下徹（弁護士・『日曜報道 THE PRIME』レギュラーコメンテーター）
- 梅津弥英子（『日曜報道 THE PRIME』メインキャスター）

開票速報キャスター
- 奥寺健（『Live News イット!』週末版メインキャスター）
- 藤本万梨乃 （『めざましテレビ』情報キャスター）

情報キャスター
- 木下康太郎（『日曜報道 THE PRIME』情報キャスター）

報道センター
- 大川立樹

コメンテーター
- 井上咲楽（タレント）
- 新藤義孝（自民党・衆議院議員）
- 三原じゅん子（自民党・参議院議員）
- 塩村あやか（立憲民主党・参議院議員）

総括
- 松山俊行（フジテレビニュース総局報道局政治部長・解説委員、『日曜報道 THE PRIME』メインキャスター）

### 2022年

#### 19:58 - 23:50頃
メインキャスター
- 宮根誠司（フリーアナウンサー）
- 宮司愛海（『FNN Live News days』キャスター）

キャスター・開票速報キャスター
- 榎並大二郎（『Live News イット!』メインキャスター）
- 三田友梨佳（『FNN Live News α』・『Mr.サンデー』メインキャスター）

コメンテーター・解説
- 橋下徹（弁護士・『日曜報道 THE PRIME』レギュラーコメンテーター）
- 古市憲寿（作家・社会学者）
- 井上咲楽（タレント）
- 反町理（フジテレビニュース総局報道局解説委員長・『BSフジLIVE プライムニュース』編集長）
- 松山俊行（フジテレビニュース総局報道局政治部長・解説委員、『日曜報道 THE PRIME』メインキャスター）

#### 翌0:10頃 - 1:55
メインキャスター
- 橋下徹（弁護士・『日曜報道 THE PRIME』レギュラーコメンテーター）
- 梅津弥英子（『日曜報道 THE PRIME』メインキャスター）

開票速報キャスター
- 今湊敬樹（『FNN Live News α』フィールドキャスター）
- 藤本万梨乃（『めざましテレビ』情報キャスター）

情報キャスター
- 木下康太郎（『日曜報道 THE PRIME』情報キャスター）

コメンテーター
- 大空幸星（実業家・NPO法人あなたのいばしょ理事長）
- あおちゃんぺ（ギャルモデル）
- まーちりん（ギャルモデル）

ほか

### 2024年

#### 19:58 - 23:50頃
メインキャスター
- 宮根誠司（フリーアナウンサー・『Mr.サンデー』メインキャスター）
- 宮司愛海（『Live News イット!』メインキャスター）

メインキャスター（開票速報）
- 青井実（フリーアナウンサー・『Live News イット!』メインキャスター）
- 藤本万梨乃（『めざましテレビ』情報キャスター・『Mr.サンデー』メインキャスター）

コメンテーター・解説
- 橋下徹（弁護士・『日曜報道 THE PRIME』レギュラーコメンテーター）
- 金子恵美（元衆議院議員）
- 泉房穂（元明石市長）
- 石丸伸二（元安芸高田市長）
- 反町理（フジテレビニュース総局報道局解説委員長・『BSフジLIVE プライムニュース』編集長）

#### 翌0:10頃 - 1:30
メインキャスター
- 梅津弥英子（『日曜報道 THE PRIME』メインキャスター）

開票速報キャスター
- 竹俣紅（『BSフジLIVE プライムニュース』月～水 メインキャスター・『Live News イット!』情報キャスター）
- 上垣皓太朗

情報キャスター
- 安宅晃樹（『FNN Live News days』キャスター・『日曜報道 THE PRIME』情報キャスター）

コメンテーター
- 橋下徹（弁護士・『日曜報道 THE PRIME』レギュラーコメンテーター）
- 石丸伸二（元安芸高田市長）
- 片山さつき（自民党・参議院議員）
- 塩村あやか（立憲民主党・参議院議員）
- 竹野理香子（CGOドットコム総長）

総括
- 松山俊行（フジテレビニュース総局報道局政治部長・解説委員、『日曜報道 THE PRIME』メインキャスター）

## 放送時間
- 2019年7月21日 19:56 - 25:25（7月22日1:25）
  - 23:30 - 翌0:00には、『S-PARK』（短縮版）を放送するため中断。
- 2021年10月31日 19:58 - 25:55（11月1日1:55）
  - 23:50 - 翌0:10には、『S-PARK』（短縮版）を放送するため中断。
- 2022年7月10日 19:58 - 25:55（7月11日1:55）
  - 23:50 - 翌0:10には、『S-PARK』（短縮版）を放送するため中断。
  - 4月にサービスを開始したTVerの動画配信サービスである「フジテレビ系リアルタイム配信」でも同時配信を行った[7]。
- 2024年10月27日 19:58 - 25:30（10月28日1:55）
  - 23:50 - 翌0:10には、『すぽると!』（短縮版）を放送するため中断。
  - 前回同様TVerでの同時配信も行った

## スタッフ

### 2019年
- チーフプロデューサー：戸塚晶久
- プロデューサー：髙田圭太（～23時30分頃）・井上義則（翌0時頃～）
- プログラムディレクター：佐藤友紀（～23時30分頃）・福井佳（翌0時頃～）
- 制作：フジテレビ ニュース総局 報道局

### 2021年
- チーフプロデューサー：髙田圭太（～23時50分頃）・田中達也（翌0時10分頃～）
- プロデューサー：木村祐太（～23時50分頃）
- プログラムディレクター：髙島泰明（～23時50分頃）・福井佳（翌0時10分頃～）
- 制作：フジテレビ ニュース総局 報道局

### 2022年
- チーフプロデューサー：髙田圭太（～23時50分頃）・田中達也（翌0時10分頃～）
- プロデューサー：髙島泰明（～23時50分頃）
- プログラムディレクター：中西孝介（～23時50分頃）・福井佳（翌0時10分頃～）
- 制作：フジテレビ ニュース総局 報道局

### 2024年
- チーフプロデューサー：髙田圭太（～23時50分頃）・松井信樹（翌0時10分頃～）
- プロデューサー：佐藤友紀（～23時50分頃）
- プログラムディレクター：伊藤愼祐（～23時50分頃）・福井佳（翌0時10分頃～）
- 制作：フジテレビ ニュース総局 報道局

## 系列局での扱い
- フジテレビ以外の系列局の一部では、過去の国政選挙開票特別番組と同様に、一部もしくは大部分時間帯を自社制作によるローカルパートに差し替える。放送の途中であっても区切りの良い部分または発言の途中でローカルパートに切り替える場合もある。

北海道：北海道文化放送（UHB）
- 同局の夕方のローカル情報番組『みんテレ』をベースに放送。
  - 2019年は『Live選挙サンデー×みんテレ 選挙ってそうだったんだSP』と題して放送（番組の終盤で飛び乗り・20:00の出口調査議席予測も非ネット）。
  - 2021年は『Live選挙サンデー×みんテレ 政治家さん この声聞いて』と題して放送（冒頭(19:58 - 20:03頃)・20:50頃 - 21:15頃・21:50頃 - 22:30頃・22:54頃 - 23:50・0:47頃 - 0:57頃・1:03頃以降は東京発をネット）。
  - 2022年は『みんテレ×Live選挙サンデー 参院選2022』と題して番組の一部を差し替えて北海道から放送（番組の大部分はフジテレビから同時ネット）。

中京広域圏：東海テレビ（THK）
- 夕方のローカル報道番組『NEWS ONE』をベースに放送。
  - 2021年は『One選挙サンデー』と題して放送。

近畿広域圏：関西テレビ（KTV）
- 夕方のローカル報道番組『newsランナー』をベースに放送。
  - 2019年は『Live選挙サンデー×報道ランナー』と題して放送し、冒頭10分弱や23:30以降は東京発をネット。
  - 2021年は『Live選挙サンデー+報道RUNNER』と題して放送（19:58 - 20:30頃・0:15以降は東京発をネット）。
  - 2022年は『Live選挙サンデー+報道RUNNER 参院選'22』と題して放送。

福岡県：テレビ西日本（TNC）
- 夕方のローカル情報番組『ももち浜S特報ライブ』（2019年・2021年）、『報道ワイド 記者のチカラ』（2022年）をベースに放送。
  - 2021年は『Live選挙サンデー 福岡12小選挙区の開票速報』と題して放送。